# Kevin Overland
Kevin Overland (n. 8 iunie 1974, Kitchener, Ontario, Canada) este un patinator de viteză ce a reprezentat Canada, medaliat olimpic. A participat la o ediție a Jocurilor Olimpice (1998) în care a câștigat o medalie de aur.

## Participări
Lista de mai jos prezintă principalele competiții la care a participat Kevin Overland de-a lungul carierei.
- speed skating at the 1998 Winter Olympics – men's 500 metres[*]